# Mikolsk (rejon homelski)
Mikolsk (biał. Мікольск; ros. Никольск, Nikolsk) – osiedle na Białorusi, w obwodzie homelskim, w rejonie homelskim, w sielsowiecie Ciareniczy, nad Uzą.